# Теплов, Лев Павлович
Теплов Лев Павлович (14 сентября 1922—23 января 1973) — советский писатель, популяризатор науки, журналист. Участник Великой Отечественной войны, награжден орденом Красной Звезды, демобилизован по ранению. Учился на художественно-оформительском отделении Московского полиграфического института. С 1950 г. работал сотрудником исследовательского отдела НИИ Полиграфмаша, журналистом журнала «Техника-молодежи», научным обозревателем, затем заведующим отделом науки Агентства Печати Новости, постоянный член жюри первых сезонов КВН, потом работал в журналах «Изобретатель и рационализатор», «Юный Техник (приложение Для умелых рук)». Автор большого количества статей, двух научно-популярных книг по кибернетике и ряда научно-фантастических рассказов, лауреат премии "Золотое перо" Союза журналистов.